# Кандыбино (Сумская область)
Кандыбино (укр. Кандибине) — село,
Гуриновский сельский совет,
Белопольский район,
Сумская область,
Украина.
Код КОАТУУ — 5920683005. Население по переписи 2001 года составляло 4 человека .

## Географическое положение
Село Кандыбино находится на расстоянии в 3 км от реки Крыга.
На расстоянии до 1 км расположены сёла Бубликово и Гуриновка.